# Robert Rotifer

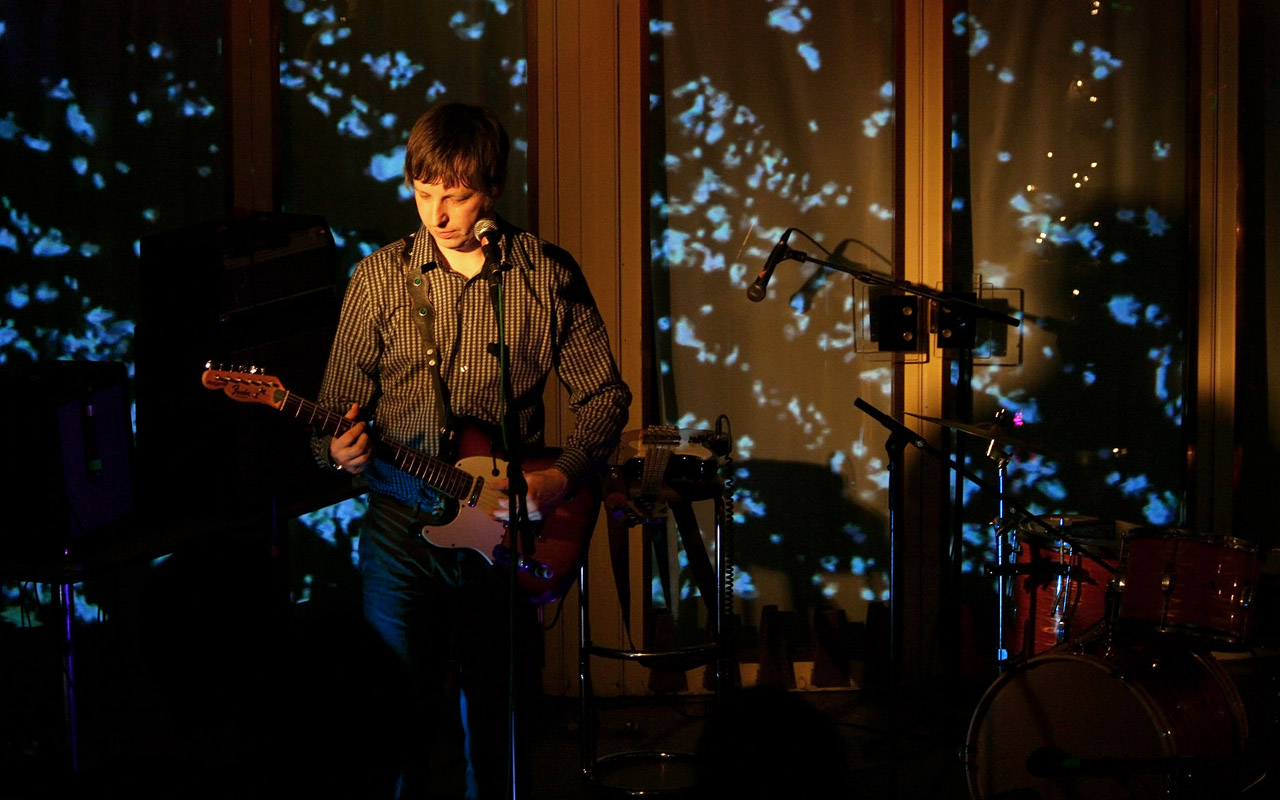
Rotifer (2011)

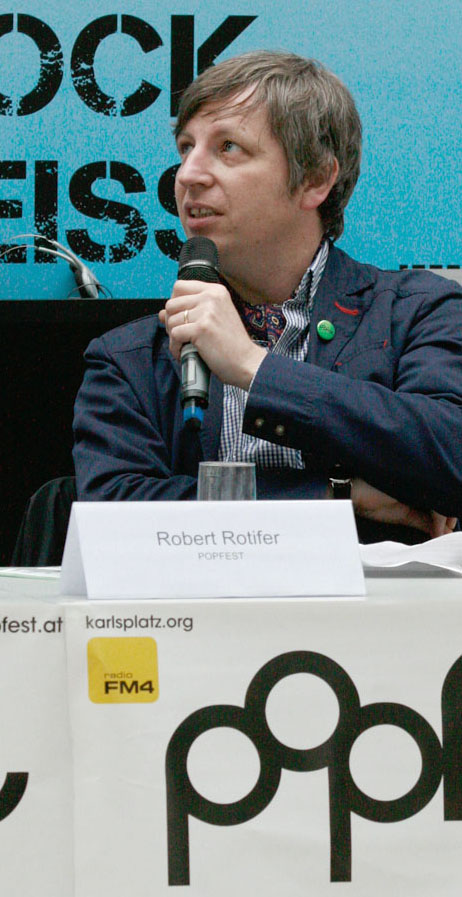
Robert Rotifer bei der Programmpräsentation zum Popfest 2011

Robert Rotifer (* 1969 in Wien; geb. Robert Lacina) ist ein österreichischer Musiker, Musikjournalist und Radiomoderator.

## Leben
Aufgewachsen in Wien als Sohn des früheren österreichischen Finanzministers Ferdinand Lacina (SPÖ), seine Großmutter ist die Widerstandskämpferin, Politikerin (KPÖ) und Philanthropin Irma Schwager.  In den 1980er Jahren begann er seine musikalische Laufbahn als Sänger und Gitarrist in mehreren Wiener Britpop-Bands. Es folgte die Gründung der Mod-Band Electric Eels, nach deren Auseinandergehen er 1996 seine erste Aufnahme als Rotifer (The Fun Is Over Now unter Beteiligung der Sofa Surfers) veröffentlichte. Daneben war er auch bereits als Musikjournalist tätig.
Nach dem Umzug nach England 1997, zuerst nach London, später nach Canterbury, konzentrierte er sich mehrere Jahre auf seine journalistische Tätigkeit, bis er 2001 das Album A Different Cup of Fish aufnahm, dem in den folgenden Jahren fünf weitere Alben folgten. Das Video zu The Frankfurt Kitchen vom Album Coach Number 12 of 11 (2008), eine Kombination aus Realfilm und von Lelo Brossmann (Heinz aus Wien) animierten Gemälden Rotifers, wurde 2010 im New Yorker Museum of Modern Art vorgestellt und ist dort in die Sammlung aufgenommen worden.
Das Album, The Hosting Couple (2011), entstand in Zusammenarbeit mit Darren Hayman (Hefner) am Bass und Ian Button (Dot Allison, Death in Vegas) am Schlagzeug. Erarbeitet wurden die Stücke im Sommer 2010 im Haus und Tonstudio von Wreckless Eric in Frankreich. Bis zur Veröffentlichung beim von Edwyn Collins neu gegründeten Label AED dauerte es noch bis Herbst 2011. In der Zwischenzeit war er mit Hayman und befreundeten Musikern der Londoner Bands Tigercats, Allo Darlin’ und Fever Dream am Musik- und Kunstprojekt „Vostok 5“ beteiligt, wobei ein Compilation-Album und im September 2011 eine gemeinsame Ausstellung in der Outside World Gallery in London entstanden.
2016 brachte Rotifer unter dem Titel Not Your Door sein, wie die Wiener Wochenzeitung Falter schrieb, bisher persönlichstes Album heraus. Rotifer erinnert damit u. a. an seine Großmutter, die Widerstandskämpferin und Kommunistin Irma Schwager (1920–2015).
Im Jahr 2017 folgte dann das erste deutschsprachige Album Über uns, veröffentlicht bei BaderMoldenRecordings.
Seit den Gründerjahren des österreichischen Radiosenders FM4 ist er dort als Redakteur und Moderator tätig und moderiert alle 14 Tage am Montagabend die Sendung „Heartbeat“. Als Musikjournalist schreibt er für Printmedien wie beispielsweise die Berliner Zeitung, den Falter und profil.
Von 2010 bis 2012 kuratierte Rotifer das Popfest auf dem Karlsplatz in Wien. 2019 erschien unter dem Titel „Ein Deka Pop“ beim Falter Verlag eine Sammlung seiner Programm-Texte und anderer Texte zur Geschichte der ersten zehn Wiener Popfeste.
Zwischen 2015 und 2019 arbeitete Robert Rotifer als Ko-Produzent und Ko-Autor mit André Heller an dessen Album „Spätes Leuchten“.

## Diskografie
The Electric Eels:
- Need to Know (EP)
- Instant (Album, Brefkas Ready/Warner)

Robert Rotifer:
- 1996 – The Fun Is Now Over (Doppel-7"-Single, Klein Records)
- 2001 – A Different Cup of Fish (Album, Survival of Defeatist)
- 2016 – Not Your Door (Album, Gare du Nord Records)
- 2017 – Über uns (Album, Bader Molden Recordings (Rough Trade))
- 2018 – They Don't Love You Back (Album, WIAIWYA Records)
- 2019 – About Us (Album, Gare du Nord Records)
- 2019 – About Us/They Don't Love You Back (2-CD-Compilation, Gare du Nord Records)

Rotifer:
- 2002 – The Boy’s a Fool (7"-Single, Survival of Defeatist)
- 2004 – Shambles Grove (Album, Survival of Defeatist)
- 2006 – Before the Water Wars (Album, Wohnzimmer Records)
- 2008 – Coach Number 12 of 11 (Album, Wohnzimmer Records)
- 2009 – The Children on the Hill (Album, monkey.)
- 2011 – Canvey Island/The Frankfurt Kitchen (Electric Version) (Vinyl-Single, AED)
- 2011 – The Cosmonaut Who Never Flew und Star City auf VOSTOK 5 (Compilation-Album)
- 2011 – The Hosting Couple (Album, AED)
- 2013 – The Cavalry Never Showed Up (Album, Wohnzimmer Records)
- 2017 – Über uns (BaderMoldenRecordings)

McCookerybook & Rotifer:
- 2020 – Equal Parts (EP, Gare du Nord Records/Big Song)
- 2021 – Equal Parts 2 (Download, Gare du Nord Records/Big Song)

mit The Night Mail:
- 2015 – John Howard & The Night Mail (Album, Tapete Records)
- 2020 – Louis Philippe & The Night Mail - Thunderclouds (Album, Tapete Records)

als Produzent:
- 2019 – André Heller - Spätes Leuchten (Album, Made Jour Label)